# Via col vento
Via col vento (Gone with the Wind) è un film del 1939 diretto da Victor Fleming e prodotto da David O. Selznick.
La pellicola è l'adattamento cinematografico colossal dell'omonimo romanzo di Margaret Mitchell del 1936.
La produzione fu difficoltosa sin dall'inizio: le riprese vennero ritardate di due anni a causa della determinazione di Selznick nel garantire Gable per il ruolo di Rhett Butler, e la "ricerca di Rossella" portò a 1.400 provini per la parte. La sceneggiatura originale, scritta da Sidney Howard, fu sottoposta a numerose revisioni da parte di diversi sceneggiatori nel tentativo di ridurla a una lunghezza adeguata. Il regista originale, George Cukor, fu licenziato poco dopo l'inizio delle riprese e sostituito da Fleming, che a sua volta fu brevemente sostituito da Sam Wood mentre si prendeva una pausa a causa di un esaurimento nervoso.
Proiettato in anteprima ad Atlanta il 15 dicembre 1939, il film fu accolto positivamente dalla critica che ne apprezzò soprattutto il cast. Nel 1940 vinse 8 Premi Oscar (all'epoca un record), tra cui miglior film, miglior regista, miglior sceneggiatura non originale, miglior attrice (Leigh) e miglior attrice non protagonista (Hattie McDaniel, prima afroamericana a vincere un Oscar), più due statuette speciali.
Fu immensamente popolare anche tra il pubblico, rimanendo il film col maggiore incasso nella storia del cinema per oltre un quarto di secolo; se adattato all'inflazione monetaria, esso mantiene tale record tuttora. È stato riproposto periodicamente, radicandosi nella cultura popolare ed è considerato uno dei migliori film di sempre. È stato inserito nella top ten della lista AFI's 100 Years... 100 Movies dell'American Film Institute.
Nel 1989 il film è stato selezionato per la conservazione nel National Film Registry degli Stati Uniti dalla Biblioteca del Congresso come "culturalmente, storicamente o esteticamente significativo".

## Trama

### Prima parte
Alla vigilia della guerra civile americana, nel 1861, Rossella O'Hara vive a Tara, la piantagione di cotone della sua famiglia in Georgia, con i genitori e due sorelle. Rossella scopre che Ashley Wilkes, che lei segretamente ama, si sposerà con la propria cugina Melania Hamilton, e il fidanzamento verrà annunciato il giorno successivo durante una merenda a casa di Ashley, nella vicina piantagione delle Dodici Querce.
Alla festa, Rossella dichiara privatamente i suoi sentimenti ad Ashley, ma lui la rifiuta rispondendo che lui e Melania sono più compatibili. Rossella è irritata quando scopre che un altro ospite, Rhett Butler, che non gode nemmeno di buona reputazione, li ha sentiti parlare. Mentre Rossella guarda Ashley baciare Melania, il fratello minore di Melania, Carlo, le chiede di sposarlo. Pur non essendone innamorata, Rossella acconsente e, pensando di poter così dimenticare Ashley e per dispetto verso lui, sposa Carlo prima che egli parta per la guerra.
Rossella rimane vedova quando Carlo muore di rosolia mentre prestava servizio nell'esercito confederato. La madre di Rossella la manda a casa degli Hamilton ad Atlanta per tirarla su di morale, anche se l'ostinata cameriera degli O'Hara, Mami, dice a Rossella di sapere che sta andando lì solo per aspettare il ritorno di Ashley. Rossella, che non dovrebbe partecipare a una festa mentre è in lutto, presenzia a un bazar di beneficenza ad Atlanta con Melania dove incontra di nuovo Rhett, ora un violatore di blocco per gli Stati Confederati d'America. In celebrazione della vittoria nella battaglia di Chancellorsville e per raccogliere fondi da destinare all'esercito, gli uomini vengono invitati a fare delle offerte alle donne per ballare con loro. Rhett fa un'offerta straordinariamente alta per Rossella e lei, con la disapprovazione degli ospiti, accetta di ballare con lui.
L'ondata di guerra si ritorce contro la Confederazione dopo la battaglia di Gettysburg in cui vengono uccisi molti degli uomini della città di Rossella. La ragazza fa un altro appello infruttuoso ad Ashley mentre egli è in visita per il congedo natalizio, benché i due condividano un bacio privato e appassionato in salotto il giorno di Natale, appena prima di tornare in guerra.
Otto mesi dopo, mentre la città è assediata dall'esercito unionista nella campagna di Atlanta, Rossella e la sua giovane domestica Prissy devono far nascere il bambino di Melania, entrata in travaglio prematuro, senza assistenza medica. Successivamente, Rossella chiede a Rhett di portarla a Tara con Melania, il suo bambino e Prissy; Rhett le porta via con un carro trainato dal suo cavallo, ma una volta fuori città sceglie di andare a combattere lasciando che il gruppo torni a Tara senza di lui. Al suo ritorno a casa, Rossella trova Tara deserta, fatta eccezione per suo padre, le sue sorelle e due ex schiavi Mami e Pork. Rossella scopre che sua madre è appena morta di febbre tifoide, suo padre è malato di mente e la casa è perennemente assediata da briganti, al punto che Rossella sarà costretta a ucciderne uno che aveva tentato di derubare la famiglia O'Hara. Con Tara saccheggiata dalle truppe dell'Unione e i campi ormai incolti, Rossella giura a se stessa di fare qualsiasi cosa per la sopravvivenza sua e della sua famiglia.

### Seconda parte
Rossella assume il ruolo di capofamiglia e gestisce tutte le attività lavorative a Tara: questo le procura l'odio della sorella Susele per via dei modi dispotici con cui obbliga tutti a lavorare fino allo stremo, nonostante la stessa Rossella fatichi ininterrottamente per cercare di guadagnare i pochi soldi necessari ad andare avanti. Finalmente un giorno Geraldo O'Hara, il padre di Rossella, tornando a casa dopo essere stato in città, comunica a tutti che la guerra è finita: il Sud si è arreso. Nella disperazione generale Rossella ha l'intuizione di intensificare la produzione di cotone, prevedendo un immediato rialzo del prezzo.
Nonostante l'intuizione di Rossella, le tasse imposte dai nordisti sono altissime e il commercio di cotone, sebbene redditizio, non le consente di riprendere il suo vecchio stile di vita; le consente però di sfamarsi, tanto che permette a Melania di rifocillare tutti i reduci che ritornano affamati dal fronte. Tra questi un giorno arriva anche Ashley, che comincia a collaborare lavorando a Tara. Un giorno torna in visita il vecchio sovrintendente Jonas Wilkerson con l'ex amante ora moglie Emma Slattery, i due vorrebbero comprare la casa e la piantagione sicuri di ottenerla ad un prezzo stracciato ma Rossella li scaccia. Il padre Geraldo li insegue con il suo cavallo ma cade dopo un salto e muore.
Rossella ha altro a cui pensare: per via di una nuova fortissima tassa imposta dai nordisti, infatti, rischia di perdere l'intera proprietà. La donna si rende conto di non essere in grado di procurarsi il denaro in tempo e decide di andare a trovare Rhett Butler, agli arresti come prigioniero di guerra; inizialmente Rossella finge di non avere problemi e di essere andata da Rhett solo per fargli una visita, ma egli è più furbo di quanto Rossella immagini e intuisce in breve la verità. Tuttavia non è in grado di aiutarla, poiché il suo denaro è depositato all'estero e verrebbe confiscato dai nordisti appena arrivato in America.
Tornando dalla prigione, Rossella e Mami, la sua schiava nutrice, si imbattono in Franco Kennedy, il fidanzato di Susele, e vengono a sapere che l'apertura d'un negozio e d'una segheria gli hanno consentito di mettere da parte una piccola fortuna. Nella sua ambizione, Rossella "ruba" il fidanzato della sorella e lo sposa con l'intenzione di impadronirsi dei suoi soldi per pagare le tasse e sfrutta la segheria per arricchirsi, facendo affari anche con gli stessi nordisti. Si illude di essere ancora innamorata del malinconico Ashley, che però resta fedele a Melania e preferisce ricordare il mondo romantico dell'anteguerra. Ancora una volta, però, Rossella rimane vedova, perché il marito cade in uno scontro a fuoco per un regolamento di conti. Anche Ashley resta ferito, ma viene salvato dal provvidenziale intervento di Rhett, di cui Rossella continua a diffidare.
Rhett, ricchissimo e innamorato, riesce finalmente a sposare Rossella. Ma il loro matrimonio non sarà tutto rose e fiori: infatti Rossella è ancora innamorata di Ashley. Questa cosa fa innervosire sempre di più Rhett, il cui sincero amore è messo a dura prova dall'atteggiamento capriccioso e indifferente di Rossella. I due hanno una figlia, Diletta, sulla quale Rhett riversa tutto il suo affetto, che viene poi distrutto dalla morte della piccola per una caduta da cavallo. In seguito, muore per un aborto anche Melania, che prima di spirare ricorda a Rossella l'amore che Rhett prova per lei. Quando Ashley, alla fine, confessa che Melania era il suo unico sogno che non fosse stato distrutto dalla realtà, Rossella si rende conto di aver amato un'illusione, e che Rhett era probabilmente il suo vero, inconsapevole, amore. Rhett, ormai stufo, si prepara a lasciare Atlanta con una promessa di divorzio da Rossella la quale lo supplica di restare, ma l'uomo la respinge e si allontana nella nebbia mattutina, lasciandola in lacrime sulle scale. Rossella decide quindi di tornare a casa a Tara, sperando un giorno di poter riconquistare il suo uomo.

## Produzione

### Sviluppo
Il 20 maggio 1936 David O. Selznick stava ultimando il film Il giardino di Allah, quando ricevette da Kay Brown, responsabile dell'ufficio newyorchese della sua casa di produzione, l'idea di trarre un film dal popolarissimo romanzo di Margaret Mitchell. Questi condusse una lunga trattativa e alla fine riuscì ad acquistare i diritti dall'autrice per la somma record di 50.000 dollari, subito dopo propose alla Warner Bros. di aiutarlo nella produzione, ma a causa di alcuni strascichi sulle scelte degli attori questo accordo andò a monte: Selznick scelse alla fine, contro il parere dei suoi collaboratori, di produrre in proprio il film, e trovò un accordo con la Metro Goldwyn Mayer per la distribuzione in cambio di una percentuale sui profitti.
Selznick cominciò a preparare il film insieme al regista George Cukor, che era riuscito a strappare dalla Paramount; la coppia impiegò più di un anno per preparare tutto il necessario alle riprese. Le prime scene vennero girate a partire dal 10 dicembre 1938 ma vennero subito sospese per via del Natale; di fatto le riprese vere e proprie cominciarono il 26 gennaio 1939. Il produttore era talmente concentrato sulla realizzazione del film, da "invadere" costantemente il set durante le riprese obbligando registi, attori e sceneggiatori ad assecondare ogni suo capriccio. Non a caso durante la lavorazione molti membri dello staff furono licenziati o si dimisero e i loro ruoli furono riassegnati.

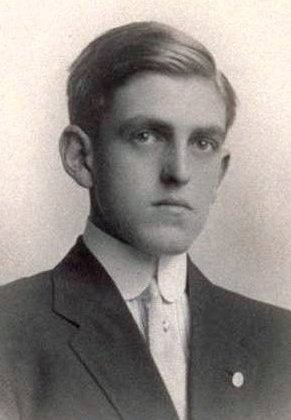
Sidney Howard, principale autore della sceneggiatura.

### Sceneggiatura
La sceneggiatura del film è una delle parti più travagliate; dopo aver acquistato i diritti del libro, Selznick iniziò a scriverla personalmente. Alla fine venne accreditata nei titoli di testa a Sidney Howard che di fatto ne è il principale autore; questi per completarla senza le interruzioni di Selznick fu costretto a risiedere per un breve periodo di tempo al di fuori degli Stati Uniti. In realtà oltre al produttore e ad Howard vi misero le mani altri 8 sceneggiatori (tra cui gli scrittori Francis Scott Fitzgerald e Ben Hecht non accreditati) tra sostituti e collaboratori che vennero cambiati prima e durante le riprese con una velocità che spaventava tutto il resto del cast, alcuni di questi dieci sceneggiatori lavorarono infatti solo pochi giorni tuttavia vennero consistentemente retribuiti.
Howard venne pagato circa 2 000 dollari a settimana (per un totale di 84 834 $) e non vide mai l'opera finita perché morì il 23 agosto 1939, quando il film era in sala montaggio. Alla fine per pagare tutti i 10 sceneggiatori il produttore spese complessivamente 126 000 $; se si sommano a questi i 50 000 $ pagati per i diritti all'autrice, Selznick spese 176 000 $ senza avere ancora in mano neanche un metro di pellicola.

### Cast

#### Clark Gable
Quando Selznick propose il film alla Warner Bros., i due principali candidati ad interpretare le parti di Rossella e Rhett erano Bette Davis ed Errol Flynn. I due, tuttavia, erano poco tempo prima venuti a lite e mal si sopportavano: Selznick avrebbe dovuto cambiare almeno uno dei due, ma poi gli accordi con la WB saltarono e Selznick fu costretto a ripiegare altrove.
Una volta accordatosi con la MGM, Selznick rimase indeciso se contattare Clark Gable o Gary Cooper, ma quando quest'ultimo rispose affermando:
(Gary Cooper)
Il produttore non ebbe più dubbi e assegnò la parte a Clark Gable senza indugiare e con l'approvazione di tutto il pubblico americano; la MGM fu d'accordo fin dall'inizio e Gable venne scritturato. In quel periodo Gable stava divorziando da Ria Langham e la moglie voleva 400 000 dollari per concedere il divorzio al marito; questi, tuttavia, non era in grado di pagare una somma così alta tutta insieme, ma alla fine ricevette come compenso 400 000 dollari per il divorzio, più 120 000 per sé.

#### Vivien Leigh

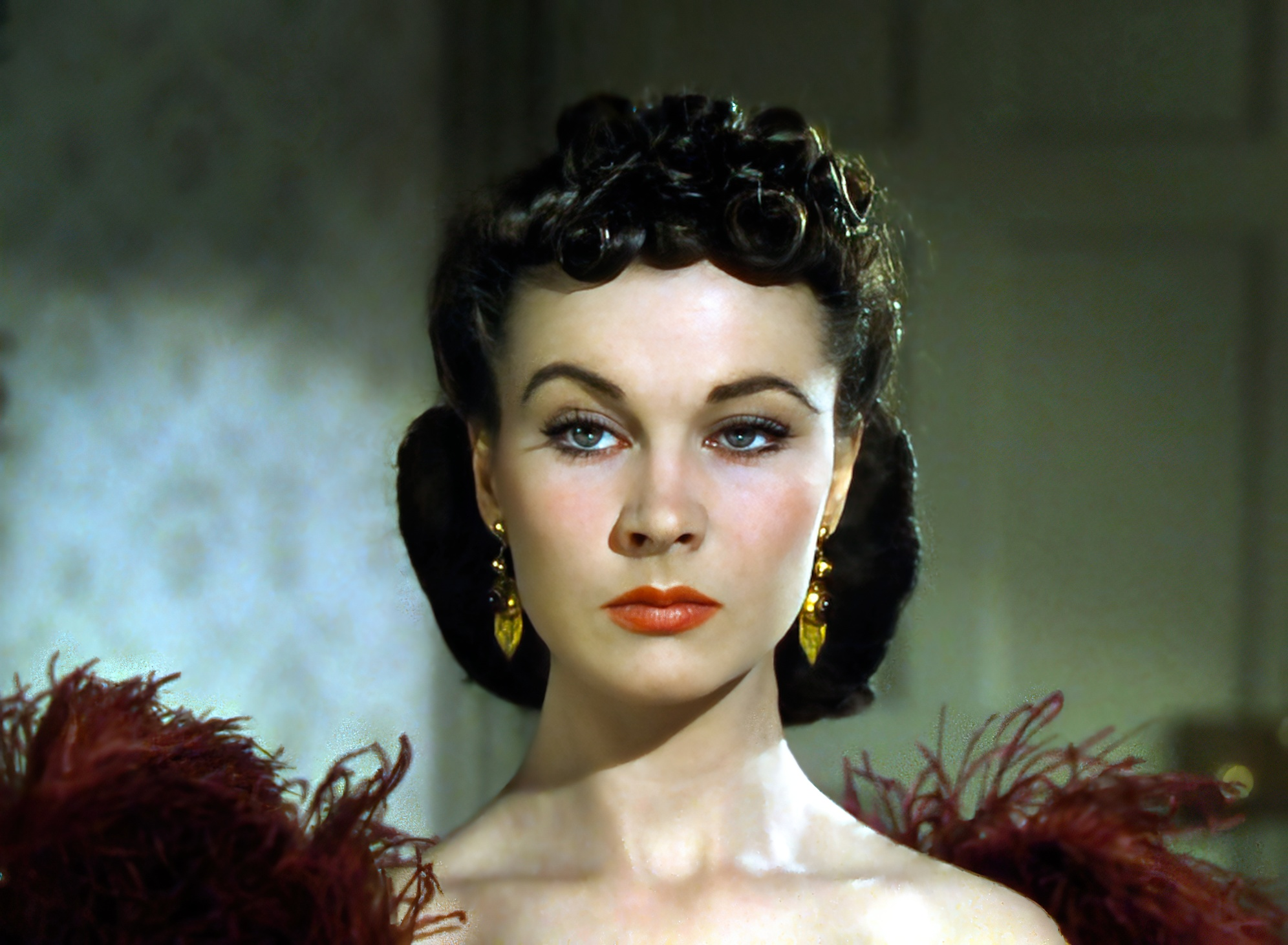
Vivien Leigh in una scena del film.

Molto più complicata e travagliata fu la scelta per l'attrice che doveva interpretare Rossella. Circa 1 400 attrici furono sottoposte a un provino, tra cui Paulette Goddard, Susan Hayward, Katharine Hepburn, Carole Lombard, Jean Arthur, Tallulah Bankhead, Norma Shearer, Barbara Stanwyck, Joan Crawford, Lana Turner, Joan Fontaine, Bette Davis, Alicia Rhett (alla quale poi andò il ruolo di Lydia Wilkes) e Loretta Young; nel dicembre 1938, al momento dell'inizio delle riprese, non si aveva ancora un nome definitivo e si dovette cominciare senza la protagonista.
Alla fine rimasero in lizza due attrici: Paulette Goddard e la ancora poco conosciuta Vivien Leigh, che ottenne un provino quando venne presentata quasi per caso al fratello del produttore, Myron Selznick, mentre si girava la scena dell'incendio di Atlanta. Una leggenda vuole che la Goddard perse il ruolo perché non riuscì a dimostrare di essere realmente sposata con Charlie Chaplin, con cui era noto che convivesse, e questo per il capo della MGM Louis B. Mayer era del tutto inaccettabile. Nemmeno Vivien Leigh era sposata e conviveva con Laurence Olivier, ma a differenza della Goddard la storia non era nota al grande pubblico e per questo l'attrice ottenne la parte e 25 000 dollari. I due si sposarono comunque poco tempo dopo, il 31 agosto 1940, come promesso a Mayer. Il fatto che fosse stata scelta un'inglese per interpretare una ragazza simbolo del "sogno americano" suscitò non poche critiche: le Sorelle della Confraternita, associazione di nostalgiche sudiste, sostennero comunque che "un'inglese è sempre meglio di una yankee nordista".

#### Altri componenti
La selezione per scritturare Ashley (Leslie Howard) non creò grossi problemi perché Howard era già sotto contratto con la MGM e la sua convocazione fu gradita al produttore, mentre fu subito scartata l'idea iniziale di scritturare Randolph Scott; viceversa, per il ruolo di Melania, Selznick contattò Olivia de Havilland, che pur essendo sotto contratto con la WB si interessò subito alla parte e cercò in tutti i modi di convincere Jack Warner (il presidente della sua major) a lasciarla libera per questa occasione. Alla fine fu la moglie di Warner (amante del libro e ammiratrice della de Havilland) a convincere il marito a concedere il permesso all'attrice.
Per il ruolo di Mami venne svolto un casting: giochi sembrarono fatti quando Eleanor Roosevelt, moglie del presidente Franklin Delano Roosevelt, telefonò personalmente a Selznick per proporre la sua governante Elizabeth McDuffie; Hattie McDaniel aveva partecipato al casting ma era convinta di non ottenere la parte perché era precedentemente nota per ruoli comici completamente diversi da quello di Mami e credeva che i produttori cercassero un'attrice più seria. Tuttavia le cose cambiarono quando Clark Gable (con cui la McDaniel aveva già lavorato in precedenza in Sui mari della Cina e Saratoga) sostenne vigorosamente la sua candidatura. Alla fine Selznick diede retta all'attore e scritturò la McDaniel per il ruolo che la rese celebre e le consentì di essere la prima attrice di colore a ricevere l'Oscar.

### Riprese
Dopo la lunghissima pre-produzione necessaria a realizzare i 90 set necessari ebbero inizio le riprese; queste durarono dal 26 gennaio al 1º luglio 1939 e impiegarono complessivamente più di 2 400 comparse. Le prime scene girate furono quelle dell'incendio di Atlanta. Vennero girate quasi due ore di pellicola, da cui furono estratti i pochi minuti visibili nel film. Questa sproporzione è spiegata dal fatto che l'occasione di ripresa fu unica, in quanto furono bruciate diverse scenografie di vecchi film tra cui la famosa porta del film King Kong del 1933, che portò addirittura ad un'irruzione sul set dei vigili del fuoco, avvertiti da alcuni residenti del luogo che si erano spaventati vedendo alte fiamme e un denso fumo levarsi dal set. Il film venne diretto inizialmente da George Cukor che insieme al produttore aveva realizzato tutta la pre-produzione, ma dopo meno di tre settimane di riprese il produttore licenziò Cukor a causa di forti dissensi. Sembra che Cukor non seguisse scrupolosamente le indicazioni del produttore (cambiava spesso le battute del dialogo della cosiddetta "versione definitiva", anche se lo stesso Selznick mandava sul set copioni rivisti quasi ogni giorno), secondo cui il regista era più suo agio nelle scene sentimentali che in quelle di massa; e, secondo Gable, dedicava maggiore attenzione alle protagoniste femminili, cosa che faceva irritare il protagonista. Cukor allora lasciò il set di Via col vento, ma Vivien Leigh e Olivia de Havilland, di nascosto dal produttore, continuarono a frequentarlo per avere consigli su come preparare il loro personaggio.
In sostituzione chiamò Victor Fleming, all'epoca celeberrimo regista della MGM. Fleming, che di giorno filmava Via col vento e di notte curava il montaggio di un suo altro film, Il mago di Oz, dopo alcuni mesi venne condotto ad un grave esaurimento nervoso dalle continue intromissioni del produttore e decise di prendersi una vacanza. Selznick allora chiamò Sam Wood per sostituirlo, ma anche Wood venne cacciato pochi giorni prima del rientro di Fleming, in attesa del quale la regia venne affidata allo scenografo William Cameron Menzies, che era del resto il membro del cast tecnico che godeva della maggior fiducia da parte di Selznick, che pertanto gli concesse una certa libertà d'azione. In tutto i minuti girati da Wood montati nel film sono 33, quelli di Cukor 17.

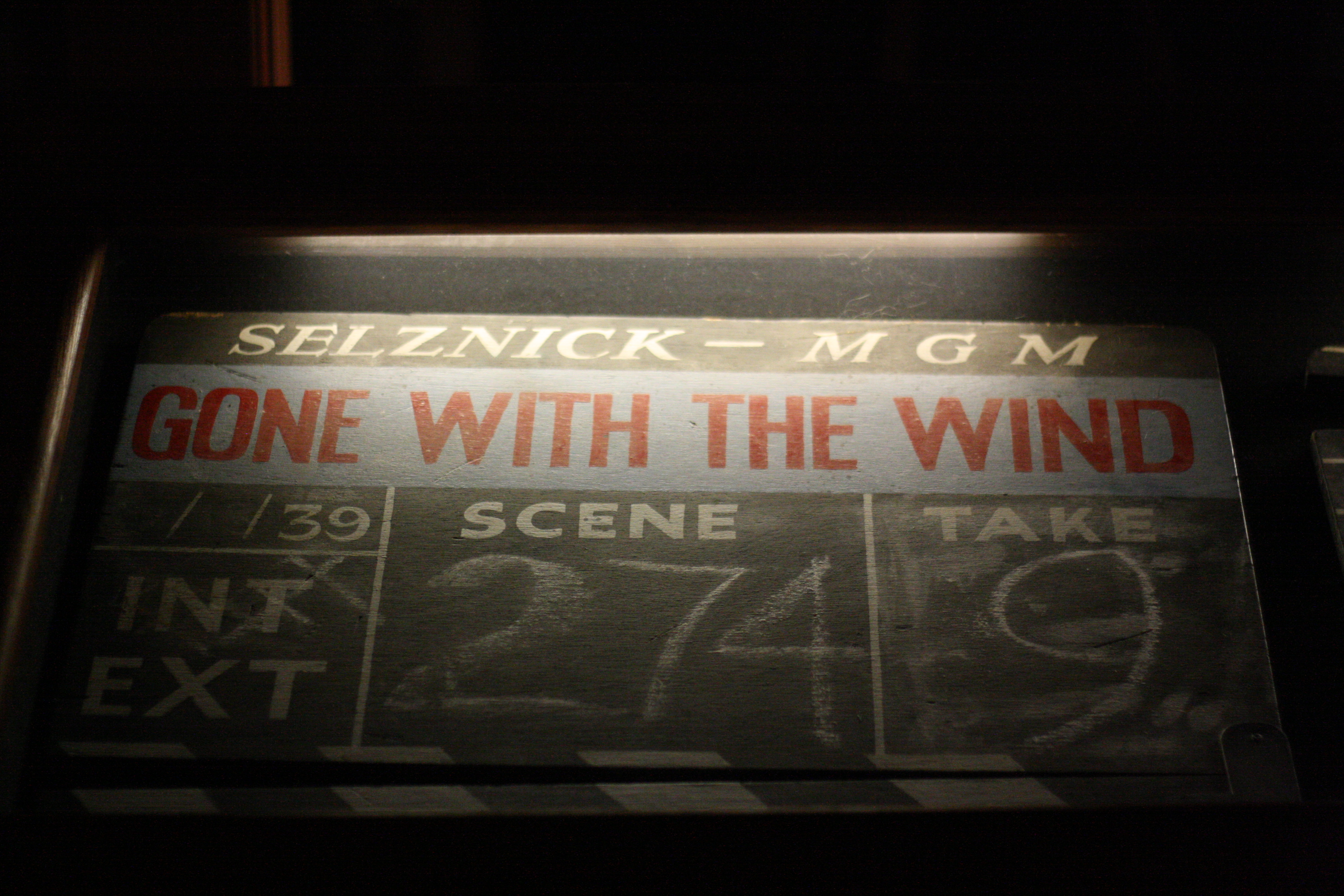
Un ciak usato durante le riprese del film.

Anche i direttori della fotografia non rimasero immuni alle manie di perfezionismo di Selznick, infatti all'inizio venne scritturato Lee Garmes ma dopo un mese di riprese venne sostituito da Ernest Haller perché Selznick giudicava la fotografia di Garmes troppo oscura per il film; rimase invece sempre costante Ray Rennahan per il technicolor.
La scena alla stazione, con una distesa interminabile di feriti, impiegò quasi mille comparse e altrettanti manichini mossi dalle comparse stesse.
Diversi particolari di scenografie, tra cui i soffitti della villa alle Dodici Querce e parte della stazione ferroviaria erano semplicemente dipinti su un vetro sovrapposto all'inquadratura.
Nella scena del ballo di beneficenza i due protagonisti fecero ricorso ad una pedana girevole per accentuare il movimento rotatorio della danza. Per le riprese esterne di Atlanta fu costruito il set più grande mai realizzato per un film, con 53 palazzi in scala e oltre tre chilometri di strade.
Durante le riprese gli screzi fra i membri del cast non furono pochi; l'aneddoto più famoso è legato al fatto che Vivien Leigh detestava le scene in cui doveva baciare Gable che, benché ancor giovane, già portava la dentiera e aveva, secondo l'attrice, un alito mefitico. Inoltre la Leigh si risentì del fatto che lei aveva lavorato ininterrottamente per 125 giorni percependo 25.000 dollari, mentre Gable ottenne 120.000 solo per 71 giorni.
Durante tutti i mesi di riprese i quattro attori principali (Leigh, Gable, Howard e De Havilland) recitarono tutti insieme solo per una scena, quella del ritorno dei mariti dalla spedizione a Shantytown, che nel film occupa circa due minuti.

### Post-produzione

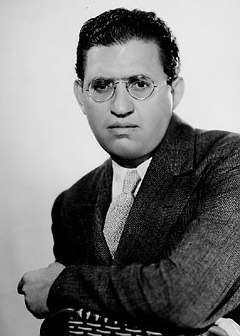
David O. Selznick.

Poco prima della proiezione pubblica di debutto, il produttore ebbe dei problemi con la censura legati alla celebre ultima battuta di Rhett Butler, ove Clark Gable in lingua originale dice "Frankly, my dear, I don't give a damn": il termine "damn" era considerato all'epoca fortemente dispregiativo e veniva interpretato come una bestemmia, pertanto le autorità pretesero che fosse eliminato o sostituito. Selznick però non accettò la richiesta: consultò i più importanti dizionari di lingua esistenti e interpellò diversi esperti di linguistica e glottologia, riuscendo infine a dimostrare che il termine "damn" era sì forte, ma non andava considerato come una bestemmia. Previo pagamento di una sanzione pari a 5.000 $, la scena non dovette essere cambiata.
Un aneddoto che si confonde quasi con la leggenda resta la prima proiezione non ufficiale del film. Come ricordato anche nel documentario realizzato per l'edizione blu-ray del 70º anniversario, Via col vento fu proiettato il 9 settembre 1939, in una versione ancora incompleta, a Riverside, in California. Selznick e tre collaboratori entrarono nel cinema della città e chiesero al gestore di proiettare il film a sorpresa. Il successo fu immediato.

## Colonna sonora
Per la preparazione della colonna sonora, Selznick avrebbe teoricamente avuto a disposizione il compositore Herbert Stothart, che era già sotto contratto con la MGM e si era detto disposto a collaborare; il produttore era tuttavia risoluto nel voler scritturare Max Steiner, che però aveva in essere un contratto di esclusiva con la major rivale WB. Selznick, quindi, pagò di tasca propria la pesante penale necessaria per svincolare il suo compositore preferito.
Steiner era indubbiamente un compositore di talento e all'epoca aveva già composto un gran numero di colonne sonore; tuttavia, veniva generalmente considerato stilisticamente ripetitivo e monotono. Il suo lavoro per Via col vento, seppur non onorato da premi come altre sue realizzazioni, riuscì però perfettamente e cooperò a imprimere il film nell'immaginario collettivo, avendo inoltre una longeva e varia fortuna in ambito extra-cinematografico.
Il produttore chiamò anche Adolph Deutsch, Hugo Friedhofer, Heinz Roemheld, William Axt e Franz Waxman per completare il lavoro con brani addizionali di musica non originale. La colonna sonora di Via col Vento è nel complesso la più lunga mai realizzata per un film.

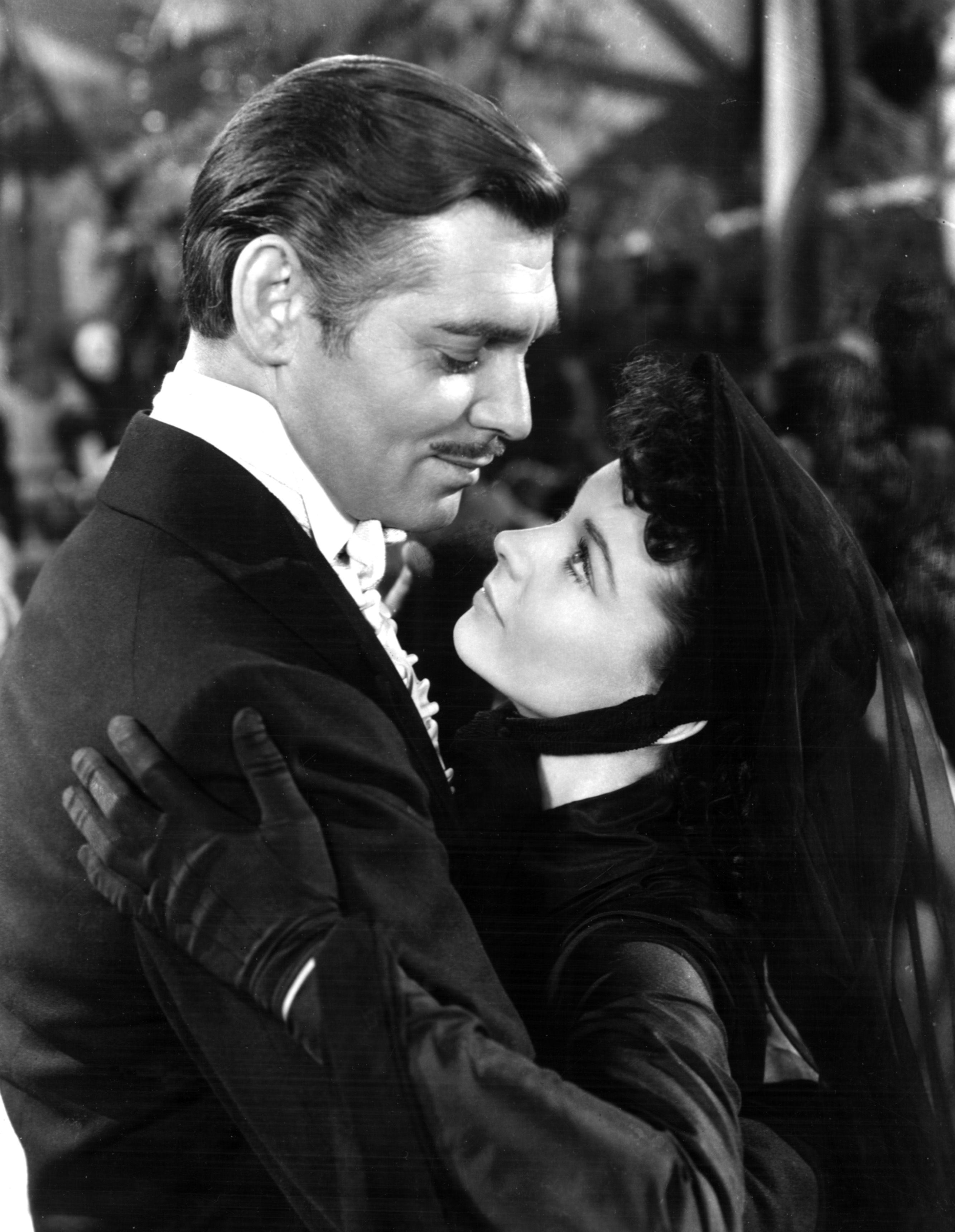
La Leigh e Gable nella scena del ballo di Atlanta

### Brani musicali
1. Selznick International Theme
2. Main Theme
3. (I Wish I Was in) Dixie's Land
4. Katie Belle
5. Under the Willow She's Sleeping
6. Lou'siana Belle
7. Dolly Day
8. Ring, Ring de Banjo!
9. Sweet and Low
10. Ye Cavaliers of Dixie
11. Taps
12. Massa's in de Cold Ground
13. Maryland, My Maryland
14. Irish Washerwoman
15. Gary Owen
16. When Johnny Comes Marching Home
17. Weeping, Sad and Lonely (When This Cruel War Is Over)
18. The Bonnie Blue Flag
19. Hark! The Herald Angels Sing
20. Tramp! Tramp! Tramp! (The Boys Are Marching)
21. The Old Folks at Home (Swanee River)
22. Go Down Moses (Let My People Go)
23. My Old Kentucky Home
24. Marching Through Georgia
25. Battle Hymn of the Republic
26. Beautiful Dreamer
27. Jeanie with the Light Brown Hair
28. Yankee Doodle
29. Stars of the Summer Night
30. Bridal Chorus (Here Comes the Bride)
31. Deep River
32. For He's a Jolly Good Fellow
33. London Bridge Is Falling Down
34. Ben Bolt (Oh Don't You Remember)

(Overture, Intermission, Entr'acte, Exit music)

## Distribuzione

### La première e il record d'incasso

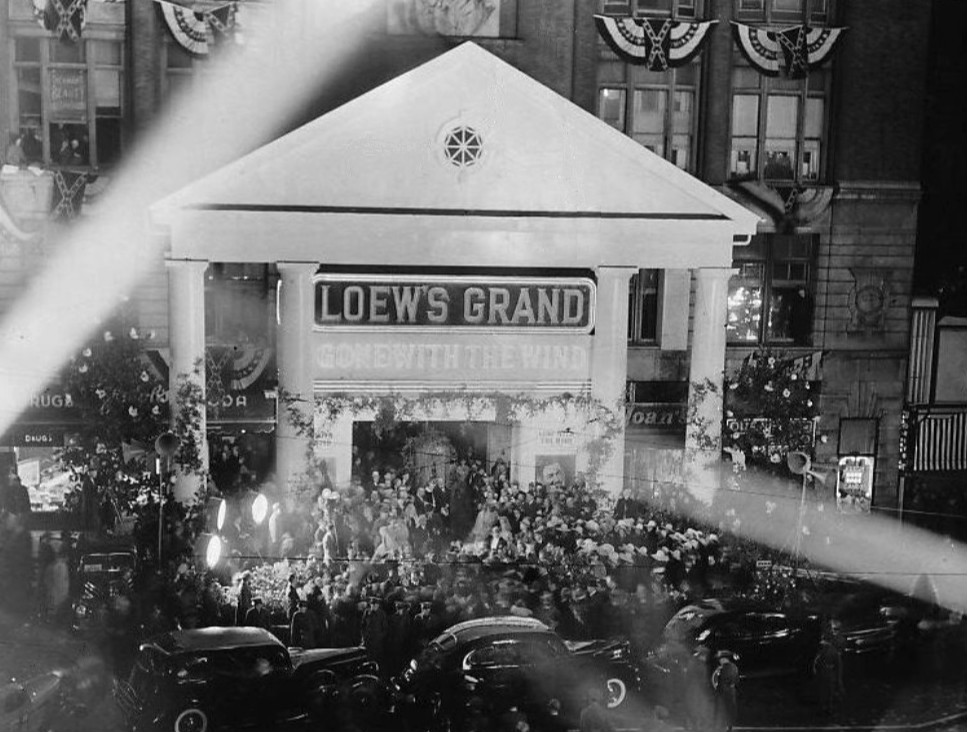
La première al Loew's Grand di Atlanta, 15 dicembre 1939.

La prima proiezione ufficiale della pellicola avvenne ad Atlanta il 15 dicembre 1939. L'evento ottenne una enorme risonanza mediatica: nella città, all'epoca un modesto centro di soli 300 000 abitanti, si riversò quasi un milione di persone, un numero di visitatori che Atlanta ottenne nuovamente solo circa sessant’anni dopo, in occasione delle Olimpiadi del 1996. Uno dei periodici cittadini, The Atlanta Journal, pubblicò il 15 dicembre un numero tutto dedicato al film e ai suoi attori. I tre giorni prima della presentazione furono dichiarati festivi: tutti gli uffici pubblici e le scuole cittadine vennero chiusi per celebrare l'uscita del film.
Il produttore Selznick fu ricevuto dal sindaco e scortato dalla polizia al celebre Georgia Terrace Hotel, l'albergo più rinomato della città. La sera del 14 dicembre si tenne nell'auditorium municipale un gran ballo in costume in cui fu ricostruita la vendita di beneficenza del film. Davanti al teatro Loew's Grand, che doveva accogliere la proiezione, fu ricostruita a grandezza naturale la facciata delle Dodici Querce.
A questa proiezione non presero parte Leslie Howard, all'epoca impegnato a combattere nella seconda guerra mondiale, il regista Victor Fleming, irritato da una dichiarazione di Selznick che definiva Via col vento "una realizzazione di cinque registi diretti da Selznick stesso", e Hattie McDaniel, a cui fu negato l'accesso al teatro per via delle leggi razziali all'epoca ancora in vigore in Georgia. Vivien Leigh partecipò a tutti gli eventi mondani correlati al film, accompagnata dal suo futuro marito Laurence Olivier, mentre Clark Gable (che aveva a sua volta minacciato di boicottare la prima a causa dell'esclusione della McDaniel, ma era poi stato ricondotto a più miti consigli proprio da costei) giunse in città il giorno prima della première, con la moglie Carole Lombard: il suo arrivo fu salutato da una colossale folla raccoltasi lungo Peachtree Street.
Il biglietto della prima costava 10 dollari, venti volte in più dei 50 cent di un normale biglietto cinematografico dell'epoca. La prima ottenne grande successo e Via col vento incassò 945 000 dollari solo nel primo fine settimana di proiezione. Il successo del film è stato talmente duraturo che negli Stati Uniti viene occasionalmente riproiettato da alcune sale cinematografiche e dal 1939 in poi ha incassato oltre 198 milioni di dollari sul mercato interno, cifra che, ricalcolata con l'inflazione lo mette al primo posto dei film americani più visti con 1 733 milioni di dollari di incasso, a fronte di un costo stimato in 3,9 milioni di dollari.
L'incasso globale è di oltre 400 milioni di dollari, il 225º posto nella classifica dei film che hanno incassato di più nella storia del cinema in termini assoluti; correggendo la classifica con l'inflazione, Via col vento è rimasto al primo posto con circa 2 700 milioni di dollari incassati fino al 2010, anno in cui è stato superato da Avatar di James Cameron. Nel 2014, a seguito di varie riproposizioni, è tornato al primo posto come film di maggiore incasso della storia del cinema, con oltre 3 300 milioni di dollari.
Il cinema AMC Omni 6 di Atlanta proiettò due volte al giorno il film dall'apertura nel 1976 fino alla chiusura nel 1984. Riaperto come cinema CNN Cinema 6 nel 1987, la proiezione di Via col vento riprese ininterrottamente fino alla chiusura definitiva nel 2000.

### Date di uscita
Le date di uscita internazionali sono state:
- 15 dicembre 1939 negli USA ad Atlanta (Gone with the Wind);
- 19 dicembre negli USA a New York (Gone with the Wind);
- 27 dicembre in Argentina (Lo que el viento se llevó);
- 28 dicembre negli USA a Los Angeles (Gone with the Wind);
- 1º gennaio 1940 in Brasile (... E o Vento Levou);
- 17 aprile nel Regno Unito (Gone with the Wind);
- 1º maggio in Australia a Sydney (Gone with the Wind);
- 4 luglio In Australia (Gone with the Wind);
- 6 ottobre 1941 in Svezia (Borta med vinden);
- 15 dicembre 1947 in Norvegia (Tatt av vinden);
- 3 marzo 1949 in Belgio (Autant en emporte le vent / Gejaagd door de wind) e nei Paesi Bassi (Gejaagd door de wind);
- 12 marzo in Italia (Via col vento), in edizione originale sottotitolata;
- 16 giugno a Hong Kong (亂世佳人);
- 20 maggio 1950 in Francia (Autant en emporte le vent);
- 15 settembre in Finlandia (Tuulen viemää);
- 17 novembre in Spagna (Lo que el viento se llevó);
- 3 novembre 1951 in Italia (Via col Vento), in edizione doppiata in italiano;
- 10 settembre 1952 in Giappone (風と共に去りぬ);
- 15 gennaio 1953 in Germania (Vom Winde verweht);
- 30 gennaio in Austria (Vom Winde verweht);
- 9 settembre 1958 in Danimarca (Borte med blæsten).

### Edizione italiana
Il film fu distribuito in Italia per la prima volta il 12 marzo 1949: dato il notevole sforzo che avrebbe richiesto il doppiaggio, la prima distribuzione avvenne col sonoro originale e i sottotitoli. Nello stesso anno, a maggio, Franco Schirato diresse alla Fono Roma il primo doppiaggio del film, con la collaborazione della CDC. Realizzata in 17 turni di lavoro, la versione in lingua italiana di Via col vento uscì in tutto il paese nel novembre del 1951, rimanendo in cartellone per più di un anno con un enorme successo.
La prima versione venne riedita nel 1954, nel 1956, nel 1962, nel 1967 (in 70 millimetri e suono stereofonico) e nel 1972. Per la riedizione del 1977, il film venne integralmente ridoppiato dalla C.V.D. negli stabilmenti della International Recording sotto la direzione di Mario Maldesi con nuovi dialoghi preparati da Roberto De Leonardis. Le differenze principali che si registrano tra le due versioni italiane sono le seguenti:
- Nel doppiaggio d'epoca del film tutti gli attori di colore si esprimono in un italiano sgrammaticato e coniugano i verbi all'infinito. Ciò risultava filologicamente corretto rispetto all'originale inglese, ove gli interpreti afroamericani effettivamente adottano un registro linguistico dozzinale, ma ciò non tolse che tale scelta stilistica venisse giudicata razzista, tacciando di inferiorità culturale i neri rispetto ai bianchi[13]. Nel ridoppiaggio del film gli attori non bianchi vengono dunque dotati di un corretto eloquio italiano. Un altro film ridoppiato tre anni prima per lo stesso motivo fu I racconti dello zio Tom (1946),[14] pellicola nella quale recita tra l'altro la stessa Hattie McDaniel.
- A differenza della versione storica Rossella e Rhett non si danno del "voi", ma del "lei", mentre Ashley e Rossella, da tempo amici e profondamente legati, si danno del "tu".
- Nella riedizione, la maggior parte dei prenomi dei personaggi non viene più tradotta: così "Carlo" Hamilton torna ad essere "Charles", "Franco" Kennedy diviene "Frank". Fanno però eccezione Rossella e Melania, che non tornano ad essere "Scarlett" e "Melanie", sia per le notorietà raggiunte dai personaggi con questo nome, sia perché la traduzioni risultano abbastanza aderenti all'originale.

Il ridoppiaggio è stato comunque utilizzato solo per tale riedizione.

### Edizioni home video

#### VHS
Le edizioni italiane del film in videocassetta sono state numerose, anche nelle edicole come abbinamento a quotidiani o periodici. Quasi tutte le edizioni presentavano la stessa versione del film non restaurata, con cartelli e scritte tradotti in italiano (utilizzati solo per tale edizione home video) e senza gli intervalli musicali (che verranno ripristinati nella versione in DVD).

#### DVD
Esistono molte versioni del film in DVD. La prima edizione uscì all'inizio del 2000 e conteneva il film diviso in due parti, inserite in un disco a due lati: al termine del lato A bisognava girare il DVD per la parte B. Il master reintroduceva gli intervalli musicali, assenti nelle videocassette.
Nel 2004 è stata pubblicata dalla Warner un'edizione speciale composta da un cofanetto contenente 4 DVD.

#### Blu-Ray
La prima edizione in Blu-Ray uscì il 17 novembre 2009 in occasione del 70º anniversario della pellicola. Al film in versione restaurata erano abbinati su un secondo disco dei contenuti speciali dell'edizione precedente e alcuni inediti. La seconda edizione in Blu-Ray è uscita il 22 ottobre 2014 per il 75º anniversario del film. Ai due dischi della precedente edizione è aggiunto un terzo disco con nuovi contenuti speciali.

## Accoglienza

### Critica
Il film è da sempre giudicato come l'apice del divismo e dell'esagerazione hollywoodiana, essendo nato dalla precisa volontà del produttore di realizzare un'opera mastodontica, con una lavorazione complessa e grande dispendio di mezzi. Con ciò Via col vento è generalmente considerato un'opera di altissimo valore artistico; le critiche riguardano infatti perlopiù la durata del film, che è ritenuta da alcuni esagerata (seppur giustificata dall'attinenza quasi letterale a un romanzo di per sé poderoso). Alla sua uscita comunque il film venne subito accolto con parere favorevole dalla maggior parte della critica cinematografica, colpita in modo particolare dalla veridicità delle ricostruzioni storiche e dalla grandiosità delle ambientazioni. Una parte della critica invece attaccò duramente il film accusandolo di appoggiare troppo esplicitamente la causa sudista; altre critiche mosse al film lo accusano di avere poca consistenza artistica e di attenersi ai cliché delle storie d'amore (con la guerra civile relegata a inutile contorno) e agli stereotipi razzisti sugli schiavi afroamericani.
Pino Farinotti assegna nel suo dizionario ben 5 stelle al film, il massimo voto possibile e Paolo Mereghetti si associa assegnando a Via col vento 4 stelle nella sua guida (anche qui il massimo possibile). Diversamente Morando Morandini nel suo dizionario del cinema assegna al film un voto generale nettamente inferiore ma comunque onorevole di tre stelle su cinque, evidenziando comunque i meriti dell'opera e i suoi difetti.
Nel 1998 l'American Film Institute ha collocato Via col vento al quarto posto della AFI's 100 Years... 100 Movies, ovvero la lista dei cento film americani più importanti (dopo Quarto potere, Casablanca e Il padrino), spostandolo poi al sesto nella versione del 2007. Inoltre tre citazioni di dialoghi del film sono stati inseriti nella lista delle migliori battute di sempre, ossia:
- "Francamente me ne infischio" di Clark Gable, al 1º posto;
- "Dopotutto, domani è un altro giorno" di Vivien Leigh, al 31º posto;
- "Lo giuro davanti a Dio... non soffrirò mai più la fame" di Vivien Leigh, al 59º posto.

È stato inserito nella lista del sito theyshootpictures.com al 62º posto dei migliori 1.000 film di sempre, compare inoltre nella lista dei migliori film di films101.com (39º posto) e al 18º posto della classifica stilata dai lettori di Time Out.
Empire Magazine lo ha inserito al 18º posto nella sua lista pubblicata nel 1999 e al 44º posto di quella pubblicata nel 2003. 
Nel 1999 la rivista italiana Ciak ha stilato due liste dei 100 migliori film della storia, uno fatta dai lettori e una dai critici cinematografici interpellati, Via col vento compare in entrambe. Nel 1989 negli Stati Uniti è stato selezionato dal National Film Registry per la conservazione ed è stato riversato in forma digitale. Figura inoltre al 157º posto della Top 250 di IMDb con una media voti di 8,2/10. Il voto medio attribuito dagli utenti registrati di Rottentomatoes.com è 8,7/10.

## Riconoscimenti
- 1940 - Premio Oscar
  - Miglior film
  - Miglior regista a Victor Fleming
  - Miglior attrice a Vivien Leigh

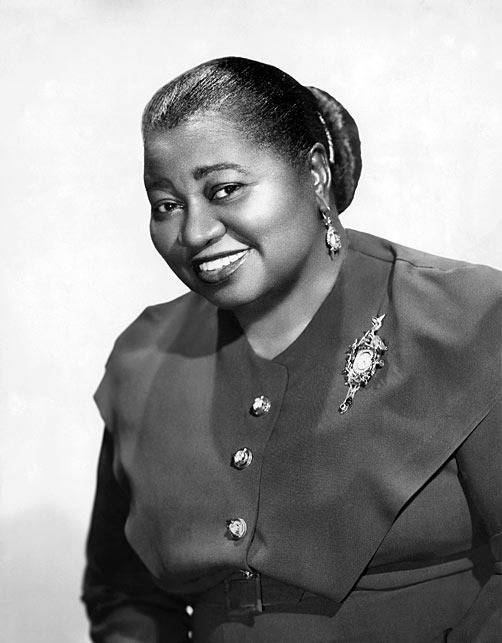
Hattie McDaniel fu la prima persona afroamericana a vincere un Oscar e ad essere candidata in una categoria attoriale.

  - Miglior attrice non protagonista ad Hattie McDaniel
  - Miglior sceneggiatura a Sidney Howard
  - Miglior fotografia ad Ernest Haller e Ray Rennahan
  - Miglior scenografia a Lyle R. Wheeler
  - Miglior montaggio ad Hal C. Kern e James E. Newcom
  - Oscar onorario a William Cameron Menzies
  - Premio alla memoria Irving G. Thalberg ad R.D. Musgrave
  - Candidatura per il miglior attore a Clark Gable
  - Candidatura per la miglior attrice non protagonista ad Olivia de Havilland
  - Candidatura per i migliori effetti speciali a Jack Cosgrove, Fred Albin ed Arthur Johns
  - Candidatura per il miglior sonoro a Thomas T. Moulton
  - Candidatura per le miglior colonna sonora a Max Steiner
- 1940 - National Board of Review Awards
  - Migliori dieci film
- 1939 - New York Film Critics Circle Awards
  - Miglior attrice protagonista a Vivien Leigh
  - Candidatura per il miglior film
  - Candidatura per il miglior regista a Victor Fleming
- 1989 - People's Choice Awards
  - Miglior film di tutti i tempi

Olivia de Havilland ed Hattie McDaniel erano in corsa per lo stesso premio, poi vinto dalla seconda. Sidney Howard morì prima dell'uscita del film e per questo il premio gli venne attribuito postumo, primo caso nella storia degli Oscar. Clark Gable si arrabbiò molto per aver perso l'Oscar quell'anno e disse:
Infatti Robert Donat, vincitore dell'Oscar al miglior attore con Addio, Mr. Chips!, era britannico, proprio come Vivien Leigh.

## Influenza culturale
(Rhett Butler / Clark Gable)
Il film è stato citato complessivamente più di 200 volte nella storia del cinema tra parodie, scene rifatte e riprese citazioni esplicite. Alcune di queste citazioni riguardano le battute più famose pronunciate dai protagonisti (si ricordano ad esempio The Mask e La sposa cadavere in cui viene citata la frase Francamente me ne infischio), altre sono invece casi in cui le scene del film ricordano quelle di Via col vento, ci sono anche casi (come ad esempio Nuovo Cinema Paradiso) in cui vengono inserite nel film le scene originali dell'opera di Fleming.
Anche Adriano Celentano ha reso omaggio al film, infatti uno dei suoi show televisivi Francamente me ne infischio si intitola come la celebre battuta di Clark Gable. Esiste inoltre una trasposizione a fumetti del film, Paperino e il vento del Sud, parodia disneyana di Via col vento pubblicata nel 1982 in cui Paperino veste i panni di Rhett (Paper Butler) e Paperina quelli di Rossella (Paperella O'Hara).
Il celebre Main Theme della colonna sonora del film è inoltre stato adottato come sigla del programma televisivo di Rai 1 Porta a porta.

## Casi mediatici
Il film, che adotta pienamente il punto di vista degli schiavisti degli stati del Sud ai tempi della Guerra di Secessione, è espressione della cultura segregazionista americana della prima metà del Novecento, risultando quindi ampiamente basato su stereotipi razzisti, particolarmente evidenti nella rappresentazione degli afroamericani (nei loro modi, nei loro atteggiamenti, nel loro linguaggio).